# Bresciai lőporrobbanás
A bresciai lőporrobbanás egy 1769-ben Bresciában történt katasztrófa, amikor egy villámcsapás következtében felrobbant egy nagy lőporraktár. Ez óriási pusztítást és számos ember halálát okozta. Korabeli beszámolók szerint a robbanás 3000 ember életét követelte (ami túlzás lehet). Ez az egyik legtöbb halálos áldozatot követelő katasztrófa.

## Baleset
1769. augusztus 18-án az észak-itáliai Brescia város Nazaro kapujának, San Nazaro bástyájába villám csapott. A villámcsapás következtében a közeli pincéjében, a Velencei Köztársaság tulajdonát képező, körülbelül 90 tonna lőpor felrobbant. A robbanásban, nagyjából egy kilométeres sugarú körben hatalmas kövek, kőtömbök szóródtak szét óriási pusztítást okozva. A detonáció miatt az épületek ablaküvegei is kitörtek. Az eset a Magyarországon történt, 1578-as nagy budai lőporrobbanáshoz hasonló volt.
A katasztrófában megsemmisült a város egyhatoda. Egyes források 3000 halálesettel számoltak, de az eseményt követő két éven belüli hivatalos adatok szerint 400 halott és 800 sebesült volt. Louis-Sébastien Mercier 1770-ben arról írt Rêve s'il en fut jamais című regényében, hogy 2500 ember halt meg a robbanásban.

## Következmények
A római katolikus egyház az esemény után visszavonta a villámhárító tiltását és engedélyezte az épületein a védelmi eszközt.
Nagy-Britannia azzal reagált a tragédiára, hogy törvényeket fogadott el a fegyverek és puskaporok magángyártásáról és tárolásáról. A brit kormányüzletek védelme érdekében Benjamin Franklin arra ösztönözte az embereket, hogy használjanak hegyes villámhárítókat.

## Fordítás
- Ez a szócikk részben vagy egészben  a   Brescia explosion című angol Wikipédia-szócikk fordításán alapul.  Az eredeti cikk szerkesztőit annak laptörténete sorolja fel. Ez a jelzés csupán a megfogalmazás eredetét és a szerzői jogokat jelzi, nem szolgál a cikkben szereplő információk forrásmegjelöléseként.